# 西村吉正
西村 吉正（にしむら よしまさ、1940年（昭和15年）12月15日 - 2019年（令和元年）9月8日）は、日本の官僚。元大蔵省銀行局長。早稲田大学教授。博士（学術）。滋賀県大津市出身。瑞宝中綬章受章者。

## 略歴
- 京都府立福知山高等学校卒業
- 1962年（昭和37年） 国家公務員採用上級甲種試験（法律）をトップで合格[3]
- 1963年（昭和38年） 東京大学法学部第2類（公法コース）卒業[4]、大蔵省入省（主計局総務課）[5]
- 1966年（昭和41年）4月 大蔵省大臣官房調査課
- 1967年（昭和42年）4月 経済企画庁国民生活局物価政策課専門調査員[6]
- 1969年（昭和44年）7月17日 芦屋税務署長
- 1970年（昭和45年）7月 大蔵省理財局国有財産総括課長補佐 （宿舎総括一・宿舎設置）[7]
- 1971年（昭和46年）11月 大蔵省主計局調査課長補佐（総括）[8]
- 1973年（昭和48年）7月 大蔵省主計局主計官補佐（防衛第二係主査）
- 1975年（昭和50年）7月 大蔵省主計局主計官補佐（農林第四係主査）
- 1976年（昭和51年）7月 大蔵省理財局資金第一課長補佐（総括・企画）[9]
- 1978年（昭和53年）7月 大蔵省理財局付（外務研修）
- 1979年（昭和54年）5月10日 外務省欧州共同体日本政府代表部一等書記官併任在ベルギー日本国大使館
- 1980年（昭和55年）1月 外務省欧州共同体日本政府代表部一等書記官併任在ベルギー日本国大使館
- 1982年（昭和57年）6月18日 大蔵省主計局給与課長
- 1984年（昭和59年）6月27日 大蔵省主計局主計官（防衛担当）
- 1986年（昭和61年）6月10日 経済企画庁総合計画局計画課長
この時、保田博と共に二年間経企庁に留め置かれたことから、のちに保田が事務次官退官時に後任の斎藤次郎新次官に西村の銀行局長への就任を託したとされている[10]。
- 1988年（昭和63年）6月15日 大阪税関長
- 1989年（平成元年）6月23日 大蔵省大臣官房審議官兼銀行局金融先物取引所監理官
- 1990年（平成2年）6月29日 免兼銀行局金融先物取引所監理官
- 1992年（平成4年）6月23日 大蔵省大臣官房審議官・日本銀行政策委員会大蔵省代表委員
- 1992年（平成4年）6月26日 大蔵省会計センター所長兼財政金融研究所長
- 1994年（平成6年）7月1日 大蔵省銀行局長
前任の寺村信行銀行局長から引き継いで住専各社への対応に追われ、住専国会を経て住専法成立に漕ぎ付けた[11]。
- 1996年（平成8年）7月26日 依願退官
- 1997年（平成9年） 早稲田大学教授
- 2003年（平成15年）6月30日 博士（学術）（早稲田大学）
- 2004年9月 - 2006年9月 早稲田大学大学院アジア太平洋研究科長[12]
- 2011年（平成23年）4月29日 瑞宝中綬章受章[13]
- 2019年（令和元年）9月8日、 急性心不全のため、自宅で死去[2]。78歳没。死没日をもって正四位叙位[14]。

## 大蔵省入省同期
- 小村武（日本政策投資銀行総裁、大蔵事務次官）
- 日高壮平（国税庁長官）
- 中平幸典（財務官）
- 石坂匡身（環境事務次官）
- 金野俊美（印刷局長）
- 飯田彬（多国間投資保証機関長官、日大法学部教授）

## 著書
- 『復興と成長の財政金融政策』（編著）（大蔵省印刷局、1994年）
- 『世界の中心は回り持ち――アメリカから眺めた日本』（東洋経済新報社、1997年）
- 『金融行政の敗因』（文藝春秋〈文春新書〉、1999年）
- 『日本の金融制度改革』（東洋経済新報社、2003年）